# Тетрев
Тетревът (Tetrao tetrix) е птица от семейство Фазанови (Phasianidae).

## Физически характеристики
Достига дължина 60 см, тежи 1300 грама. Размахът на крилата му достига 1 метър.

## Разпространение
Тетревът населява целия Скандинавски полуостров, Централната част на Европа, Шотландия и Уелс. Разпространен е и в Централна Азия на юг от Сибир до източната част на Азия. Има много предположения, че тетревът се е срещал по нашите земи, но в страната няма документирани сведения, доказващи разпространението му чрез колекционни екземпляри. За първи път в България тази птица е установена по субфосилни костни останки от ранно-енеолитното селище при гр. Казанлък от проф. Златозар Боев 

## Начин на живот и хранене
Тетревът населява разнообразни местообитания-от гори до мочурища. Гнезди в малка ямка, издълбана в земята, където женската снася и измътва яйцата. Видът е изключително растителнояден.
Дневната му дажба храна е 70 – 130 грама.

## Размножаване
През юни женската снася 7 – 10 яйца и ги мъти 26 – 27 дни.

## Допълнителни сведения
Тетревът живее 5 години и половина.